# Marquesado del Águila
El marquesado del Águila es un título nobiliario español creado el 24 de febrero de 1639, por el rey Felipe IV de España a favor de Juan Francisco de Silva y Ribera, hijo de Juan Francisco de Silva y Ribera, V marqués de Montemayor.

## Marqueses del Águila
|                        | Titular                                                   | Periodo                |
| Creación por Felipe IV | Creación por Felipe IV                                    | Creación por Felipe IV |
| ---------------------- | --------------------------------------------------------- | ---------------------- |
| I                      | Juan Francisco de Silva y Ribera                          | 1639-?                 |
| II                     | Antonio de Silva y Ribera                                 | ?-1672                 |
| III                    | Manuel de Silva y Ribera                                  | 1672-1691              |
| IV                     | Manuel de Silva y Ribera                                  | 1672-?                 |
| V                      | Francisco Manuel Folch de Cardona                         | ?-1739                 |
| VI                     | Joaquín Lorenzo Ponce de León y Baeza                     | 1739-1807              |
| VII                    | Antonio María Ponce de León Dávila y Carrillo de Albornoz | 1807-?                 |
| VIII                   | María del Carmen Ponce de León Dávila y de Carvajal       | ?-1813                 |
| IX                     | Vicente Pío Osorio de Moscoso y Ponce de León Dávila      | 1813-1849              |
| X                      | José María Osorio de Moscoso y Carvajal-Vargas            | 1849-1868              |
| XI                     | Francisco de Asís Osorio de Moscoso y de Borbón           | 1868-1882              |
| XII                    | Francisco de Asís Osorio de Moscoso y Jordán de Urríes    | 1882-1918              |
| XIII                   | María del Perpetuo Socorro Osorio de Moscoso y Reynoso    | 1918-1951              |
| XIV                    | María de los Dolores Barón y Osorio de Moscoso            | 1951-1978              |
| XV                     | María de la Soledad de Casanova-Cárdenas y Barón          | 1978-2000              |
| XVI                    | Carlos Pedro Martínez de Irujo y Casanova-Cárdenas        | 2001-actual titular    |

## Historia de los marqueses del Águila
- Juan Francisco de Silva y Ribera (m. 1670), I marqués del Águila, II marqués de la Vega de la Sagra. Le sucedió su hermano:

- Antonio de Silva y Ribera (m. 1672), II marqués de Águila. Le sucedió su hermano:

- Manuel de Silva y Ribera (1660-1691), III marqués del Águila, VI marqués de Montemayor, III marqués de la Vega de la Sagra. Le sucedió su hijo:

- Manuel de Silva y Ribera (n. en 1680), IV marqués del Águila, VII marqués de Montemayor, IV marqués de la Vega de la Sagra. Le sucedió su hermano:

- Francisco Manuel Folch de Cardona (1682-1739), V marqués del Águila. Le sucedió su primo en cuarto grado:

- Joaquín Lorenzo Ponce de León y Baeza (1731-1807), VI marqués del Águila, IX marqués de Montemayor, VII marqués de Castromonte, IV conde de Garcíez.

Casó con María Josefa Dávila y Carrillo de Albornoz (1730-1785). Le sucedió su hijo:
- Antonio María Ponce de León Dávila y Carrillo de Albornoz (1757-1826), VII marqués del Águila, III duque de Montemar, VIII marqués de Castromonte, V conde de Valhermoso, mayordomo mayor del rey Fernando VII.

Casó con María del Buen Consejo de Carvajal y Gonzaga, hija de Manuel Bernardino de Carvajal y Zúñiga, VI duque de Abrantes, V duque de Linares etc. Le sucedió su hija:
- María del Carmen Ponce de León Dávila y de Carvajal (1780-1813), VIII marquesa del Águila y V condesa de Garcíez.

Casó con Vicente Isabel Osorio de Moscoso y Álvarez de Toledo , X duque de Sanlúcar la Mayor, VII duque de Atrisco, VIII duque de Medina de las Torres, XIV duque de Sessa, XIII duque de Soma, XII duque de Baena, XVI duque de Maqueda etc. Le sucedió su hijo:
- Vicente Pío Osorio de Moscoso y Ponce de León Dávila (1801-1864), IX marqués del Águila, IV duque de Montemar, XI duque de Sanlúcar la Mayor, VIII duque de Atrisco, IX duque de Medina de las Torres, XV duque de Sessa, XIV duque de Soma, XIII duque de Baena, XVII duque de Maqueda, XVIII marqués de Astorga, IX marqués de Leganés, XI marqués de Velada, X marqués de Castromonte VI conde de Garciéz, etc..

1. Casó con María Luisa Carvajal-Vargas y Queralt, hija de José Miguel de Carvajal-Vargas y Manrique de Lara, II duque de San Carlos, etc. Le sucedió su hijo:

- José María Osorio de Moscoso y Carvajal (1828-1881), X marqués del Águila, V duque de Montemar, XVI duque de Sessa, IX duque de Atrisco, XIX marqués de Astorga, IX marqués de Aranda, XII marqués de San Román (antigua denominación), XX conde de Trastámara, XV conde de Altamira etc.

Casó con Luisa Teresa de Borbón, infanta de España, hija de Francisco de Paula de Borbón, infante de España y Luisa Carlota de Borbón-Dos Sicilias. Le sucedió su hijo:
- Francisco de Asís Osorio de Moscoso y de Borbón-Anjou (1847-1924), XI marqués del Águila, VI duque de Montemar, XVII duque de Sessa, XVIII duque de Maqueda, XX conde de Tratámara, XVI conde de Altamira etc.

Casó con María del Pilar Jordán de Urríes y Ruiz de Arana, hija de Juan Nepomuceno Jordán de Urríes y Salcedo, V marqués de Ayerbe. Le sucedió su hijo:
- Francisco de Asís Osorio de Moscoso y Jordán de Urríes (1874-1952), XII marqués del Águila, XIX duque de Maqueda, XIX duque de Sessa, XIX marqués de Astorga, XXI conde de Trastámara, XVII conde de Altamira, gentilhombre grande de España con ejercicio y servidumbre del rey Alfonso XII.

Casó en primeras nupcias con María de los Dolores Reynoso y Queralt, XI condesa de Fuenclara, y en segundas con María de los Dolores de Taramona y Díez de Entresoto. Le sucedió, de su primer matrimonio, su hija:
- María del Perpetuo Socorro Osorio de Moscoso y Reynoso (1899-1980), XIII marquesa del Águila, XX duquesa de Maqueda, XX duquesa de Sessa, IV duquesa de Santángelo, XX marquesa de Elche, XX marquesa de Astorga, XIX marquesa de Ayamonte, XXIV condesa de Cabra, XII condesa de Fuenclara, condesa de Priego, condesa de Nieva, condesa de Lodosa.

Casó con Leopoldo Barón y Torres. Le sucedió su hija:
- María de los Dolores Barón y Osorio de Moscoso (1917-2002), XIV marquesa del Águila, XXI duquesa de Maqueda, XVI marquesa de Montemayor, condesa de Valhermoso, condesa de Lodosa, condesa de Monteagudo de Mendoza, baronesa de Liñola.

Casó con Baltasar de Casanova-Cárdenas y de Ferrer. Le sucedió su hija:
- María de la Soledad de Casanova-Cárdenas y Barón (1949-2000), XV marquesa del Águila, XVII marquesa de Montemayor.

Casó con Carlos Martínez de Irujo y Crespo, XI duque de Sotomayor, VII marqués de Casa Irujo. Le sucedió su hijo:
- Carlos Pedro Martínez de Irujo y Casanova-Cárdenas (n. en 1979), XVI marqués del Águila, XVIII marqués de Montemayor.